# Розалимас
Розали́мас (лит. Rozalimas, устар. рус. Розалинъ) — местечко на севере Литвы в Пакруойском районе. Административный центр Розалимского староства.

## География
Расположен на севере Литвы, в 9 км к югу от Пакруойиса. 

## Население
До Второй мировой войны около трети населения составляли евреи. В 1938 году насчитывалось 800 жителей, в 1959 — 551 человек. В связи с ликвидацией окрестных хуторов и усадеб население возросло; В 2011 году было 750 жителей.

## Название
Название впервые упоминается в метрических книгах костёла местечка Кловайняй за 1767 год.

## История
Поселение быстро развивалось во второй половине XIX века. В 1868 году было 299 жителей, полицейский участок, волостная управа, народная школа с преподаванием на русском языке. В 1897 насчитывалось 549 жителей, из них 265 евреев, действовал мельница, синагога, аптека, несколько лавок и трактиров. 
В советское время — центр апилинки и центр колхоза «В светлое будущее» (лит. "Į šviesią ateitį").

## Достопримечательности
Памятник урбанистики с уникальной деревянной архитектурой и своеобразной застройкой. Костёл Пресвятой девы Марии, школа, детский сад, почтовое отделение, филиал аптеки «Camelia», амбулатория, 2 магазина, 2 пивных бара, дом культуры, библиотека.